# 대산초등학교 (창원시)
대산초등학교는 대한민국 경상남도 창원시 의창구 대산면 가술리에 있는 공립 초등학교이다.

## 학교 연혁
- 1927년 10월 10일 대산공립보통학교 개교
- 1938년 4월 1일 대산남공립심상소학교로 개칭[1]
- 1941년 4월 1일 대산남공립국민학교로 개칭[2]
- 1981년 3월 1일 병설유치원 개원
- 1996년 3월 1일 대산초등학교로 개칭[3]
- 2008년 9월 25일 체육관 개관
- 2012년 2월 29일 보건실 현대화 사업
- 2019년 2월 15일 제88회 졸업식(총 졸업생 수 11,220명)
- 2020년 2월 14일 제89회 졸업식(총 졸업생 수 11,230명)
- 2020년 9월 1일 제30대 백운영 교장 취임

## 참고 자료
- 대산초등학교 - 한국교육학술정보원 학교알리미